# Giovanni Tornabuoni
Giovanni Tornabuoni (* 22. Dezember 1428 in Florenz; † 17. April 1497 ebenda) war ein italienischer Adliger, Bankier und Mäzen im frühneuzeitlichen Florenz.

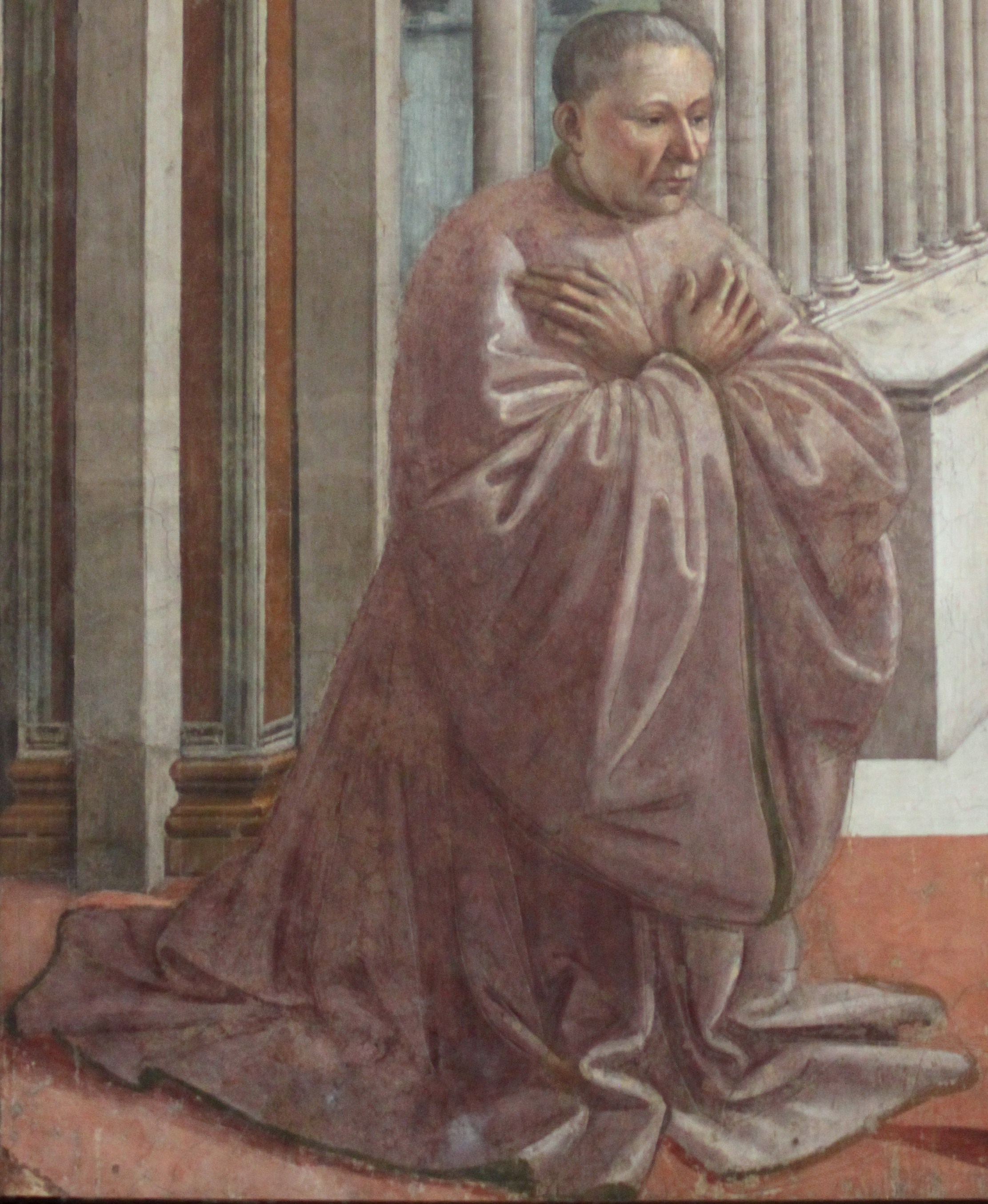
Domenico Ghirlandaio und Werkstatt: Stifterbildnis des Giovanni Tornabuoni, 1486–1490, Fresko, Stirnwand, Tornabuoni-Kapelle, Santa Maria Novella, Florenz, Ausschnitt

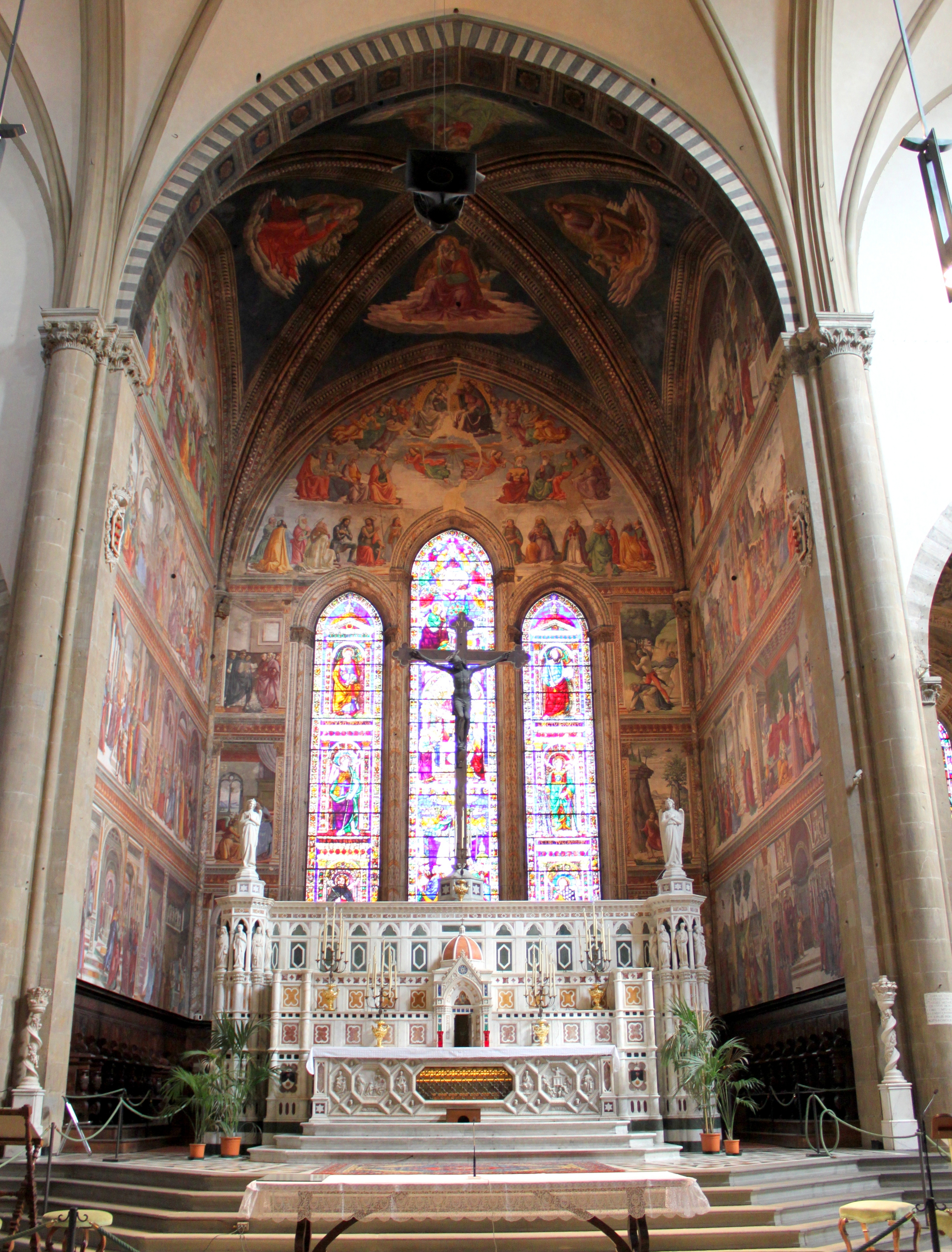
Domenico Ghirlandaio und Werkstatt, Tornabuoni-Kapelle, 1486–1490, Freskenzyklus, Santa Maria Novella, Florenz

## Herkunft
Giovannis Vater Francesco Tornabuoni war ein erfolgreicher Unternehmer und 1427 sechstgrößter Steuerzahler in Florenz. Sein zu versteuerndes Vermögen war mit 46.320 Florin beträchtlich. Mit seiner zweiten Ehefrau, Nanna di Niccolò Guicciardini, hatte Francesco Tornabuoni acht Kinder, von denen die beiden jüngsten, Lucrezia und Giovanni Tornabuoni, die Geschicke der Stadt Florenz am eindrucksvollsten beeinflussen sollten. Lucrezia Tornabuoni (1425–1482) war Autorin von Lobgesängen und verfasste in großem Umfang Familienbriefe. Ihre Bekanntheit ist aber dem Umstand geschuldet, dass sie 1444 Piero de’ Medici heiratete und 1449 Mutter von Lorenzo de’ Medici, dem Prächtigen, wurde. Damit ist Giovanni Tornabuoni Onkel von Lorenzo de' Medici.
Giovanni Tornabuoni erlangte Ansehen und Wohlstand als Bankier der Medici, als Bauherr und als Mäzen zahlreicher Kunstprojekte. Nicht nur sein beruflicher und wirtschaftlicher Erfolg sicherten der Familie Tornabuoni eine gesellschaftliche Stellung unter den ersten Familien der Republik Florenz. Vor allem auch seine Patronagepraxis ist als Ausdruck der hohen Ambitionen der Tornabuoni zu verstehen, im engsten Kreis der politischen Entscheidungsträger mitzuwirken. Giovanni war der erste Tornabuoni, der sich nachweislich als Stifter betätigte. An erster Stelle stand dabei der Wunsch nach Etablierung und Legitimation des Führungsanspruchs.

## Leben
Geboren in Florenz im Jahr 1428 trat Giovanni Tornabuoni im Alter von fünfzehn Jahren in die Dienste der Medici-Bank. Seine Verantwortlichkeiten lagen in Rom, wo er seit 1465 Direktor der römischen Filiale war. Seine Bemühungen in Rom führten zu einer immer engeren Zusammenarbeit zwischen der Medici-Bank und dem Vatikan. Die Medici-Bankiers übten das Amt des Generaldepositars aus, das die Verwaltung bestimmter Einnahmen des Papstes beinhaltete. Giovanni selbst hatte das Amt von 1464 bis 1465 (unter Paul II.) und von 1471 bis 1474 (unter Sixtus IV.) inne. Ihren Höhepunkt fand die Zusammenarbeit im Einstieg in den Alaunhandel. Die Beize stellte eine wichtige Zutat beim Färben von Stoffen dar.
Nachdem Giovanni Tornabuoni die Leitung der römischen Filiale seinem Neffen Nofri di Niccolò di Francesco Tornabuoni übertragen hatte, zog er zurück nach Florenz. In der Florentiner Republik hatte er eine politische Vorrangstellung. Diese fand unter anderem darin Ausdruck, dass er im November und Dezember 1482 zum höchsten Mitglied der Signoria, zum Gonfaloniere di Giustizia, gewählt wurde. Als solcher war er Staatsoberhaupt der Republik und Oberkommandierender der Streitkräfte. Überdies stieg er 1484 in den vierköpfigen Vorstand der Medici-Zentrale in Florenz auf (genannt tavola).
Giovannis Stellung in der politischen und sozialen Arena festigten seine verschiedenen Mitgliedschaften in Netzwerken wie Gilden, Zünften und Bruderschaften: In Rom war er seit 1478 aktiv engagiert in der Confraternità di Santo Spirito in Sassia. In Florenz gehörte er der prestigeträchtigen Gilde Arte di Calimala an. Ein Hinweis auf Giovannis Rolle im gesellschaftlichen Gefüge ist außerdem, dass er bei einer der wichtigsten Hochzeitsverbindungen der zweiten Hälfte des Florentiner Quattrocento eine vermittelnde Position innehatte. Unter seiner Obhut wurden die Verhandlungen zur Vermählung von Lorenzo de’ Medici mit Clarice Orsini aus der angesehenen römischen Familie der Orsini in die Wege geleitet. Als Zeuge wohnte er 1468 der Unterzeichnung des vorläufigen Hochzeitsvertrags bei.
Sein Testament verfasste Giovanni Tornabuoni am 26. März 1490 in seinem Palazzo in Anwesenheit eines Notars. Giovanni starb am 17. April 1497 im Alter von 67 Jahren als einer der wohlhabendsten und erfolgreichsten Bürger des Florentiner Quattrocento. In seinem letzten Willen hat er den Wunsch formuliert, in der Hauptchorkapelle von Santa Maria Novella „ante altare maius et super pavimento“ (vor dem Hauptaltar und über dem Fußboden) bestattet zu werden. Diesem Wunsch wurde mit einem heute nicht erhaltenen Grab entsprochen.

## Kunstförderung
Bekanntheit erlangte Giovanni Tornabuoni insbesondere durch die Patronage von Kunstwerken. Für den sakralen Raum gab Giovanni die Ausstattung von insgesamt drei Kapellen mit Wandfresken, Altarbildern, narrativen Fensterdekorationen, Mobiliar und liturgischem Gerät in Auftrag und stellte finanzielle Zuschüsse für die Ausrichtung von Messen bereit. Zudem ließ er einen Stadtpalast und zwei Villen auf dem Land errichten und mit Kunstwerken schmücken.

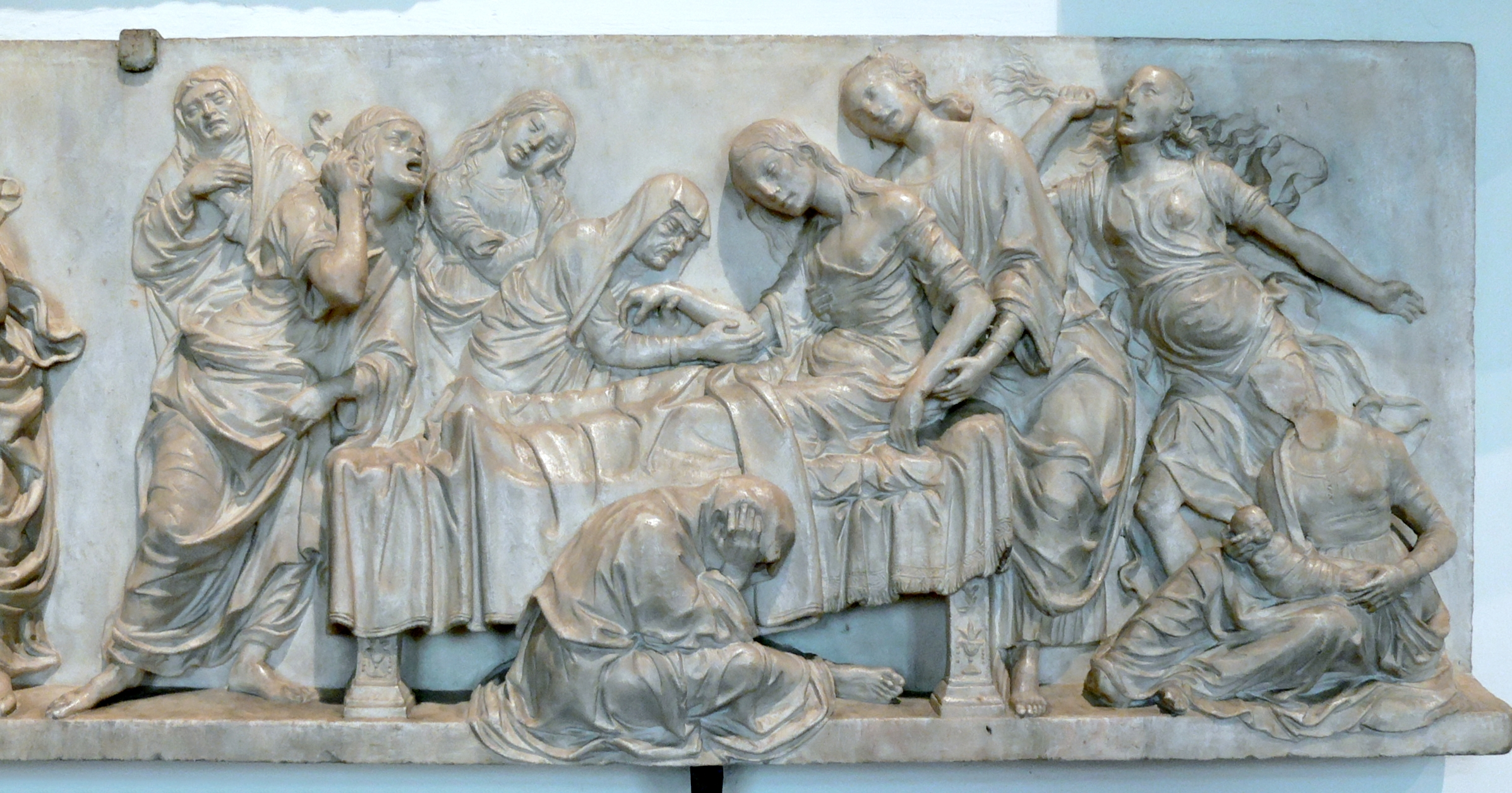
Andrea del Verrocchio, Tod der Francesca Tornabuoni, um 1478, Marmor, Bargello, Florenz

Giovanni Tornabuonis Stiftertätigkeit begann 1478 mit dem Auftrag an Domenico Ghirlandaio zur Gestaltung einer Familienkapelle in Santa Maria sopra Minerva in Rom. Die heute zerstörte Ausschmückung der Kapelle umfasste einen Freskenzyklus mit Szenen aus dem Leben Marias und Johannes’ des Täufers. Anlass für den Auftrag war der Tod seiner Ehefrau Francesca Pitti im Kindbett am 23. September 1477 gewesen. Zur Ausstattung der prächtigen Memorialkapelle für Francesca Pitti gehörte neben den Fresken Ghirlandaios ein Grabmonument von Andrea del Verrocchio mit vier Tugend-Darstellungen und einem Relief als Basis. Darüber hinaus gab Giovanni bei Mino da Fiesole das Grabmal für Giovanfrancesco Tornabuoni in der Kirche Santa Maria sopra Minerva in Auftrag.
Die größte Stiftung aber finanzierte Giovanni Tornabuoni in der Dominikanerkirche Santa Maria Novella in Florenz mit der vollständigen Ausgestaltung der Hauptchorkapelle. Die Innengestaltung der Tornbuoni-Kapelle (Cappella Tornabuoni) von Ghirlandaio zählt zu den am besten erhaltenen Freskenzyklen aus dem Florenz des Quattrocento. In großformatigen Bildfeldern – je sieben Fresken an den Seitenwänden und der Stirnwand – sind die Lebenswege der Jungfrau Maria und Johannes’ des Täufers visuell nachzuvollziehen. Mit der Darstellung von zeitgenössischen Architektur- und Interieurelementen und vor allem mit den zeitgenössischen Figuren, die die biblischen Szenen bevölkern, versetzt Ghirlandaio die heiligen Legenden ins frühneuzeitliche Florenz.

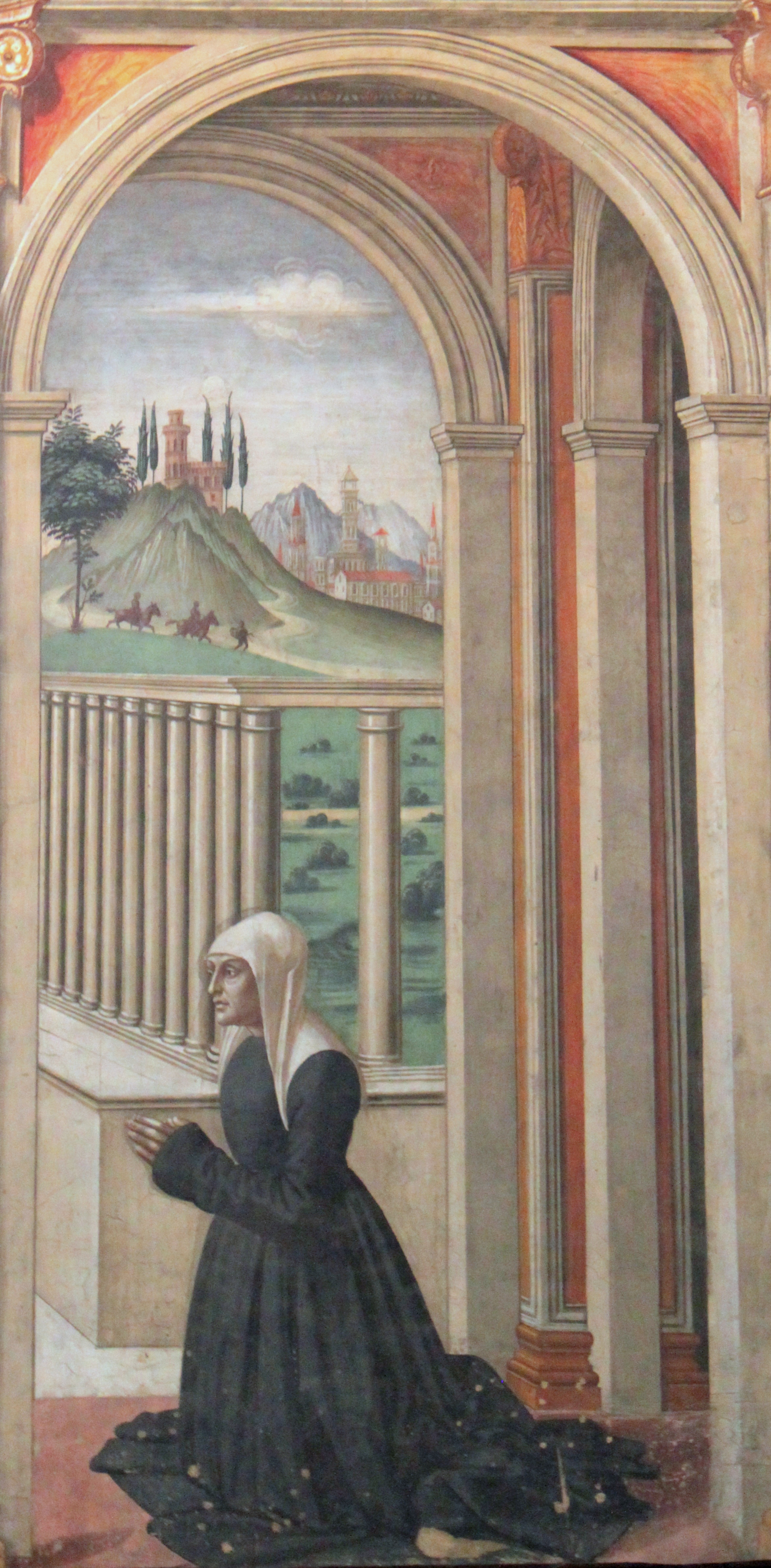
Domenico Ghirlandaio und Werkstatt, Stifterbildnis der Francesca Pitti, 1486–1490, Tornabuoni-Kapelle, Fresko, Santa Maria Novella, Florenz

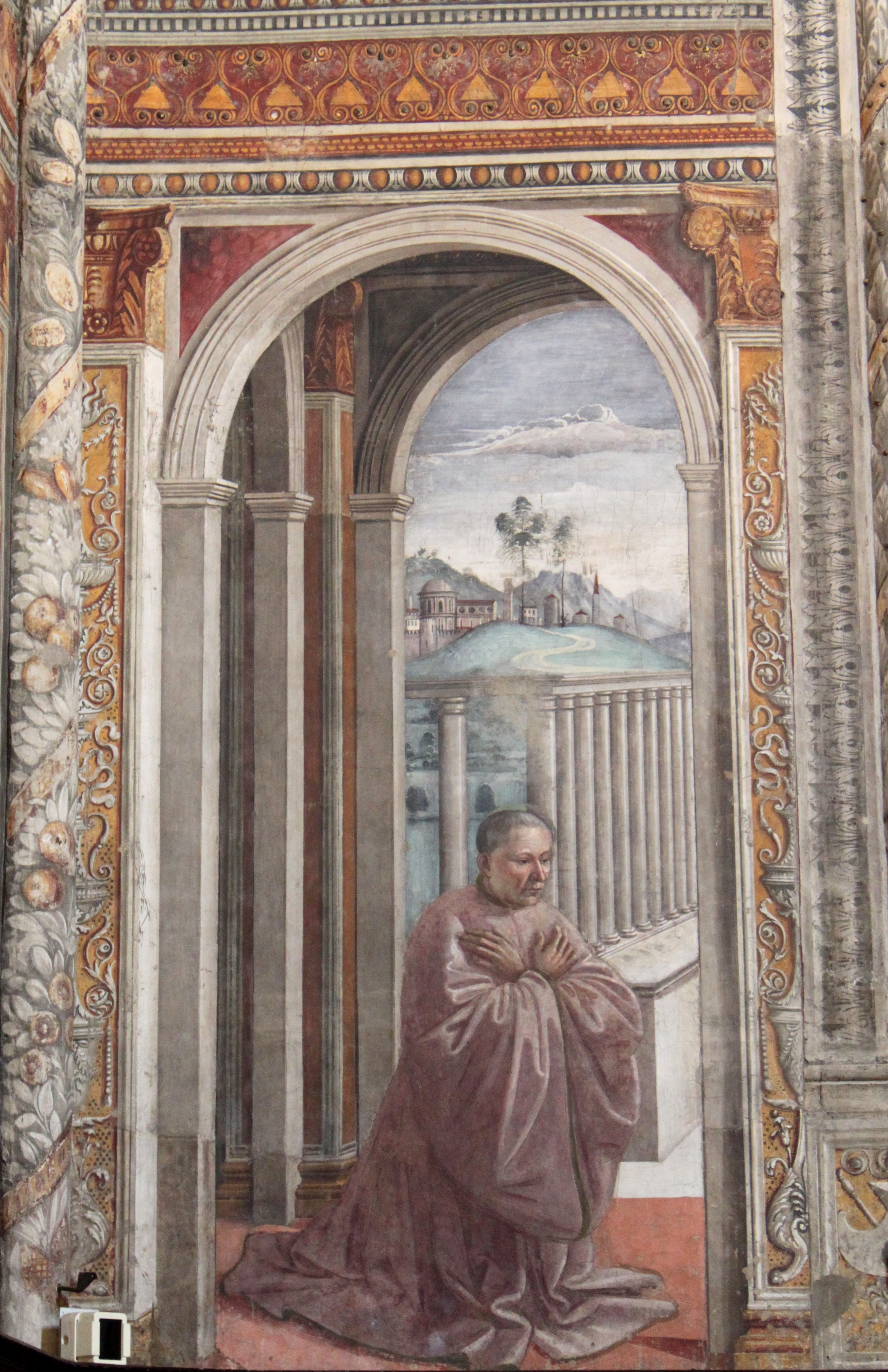
Domenico Ghirlandaio und Werkstatt, Stifterbildnis Giovanni Tornabuoni, 1486–1490, Fresko, Tornabuoni-Kapelle, Santa Maria Novella

Im untersten Register der Stirnseite ist das Stifterehepaar, Giovanni Tornabuoni links und Francesca Pitti rechts, in Gebetshaltung in analog aufgebauten Fresken dargestellt. Die Auftraggeber knien innerhalb einer überdachten viereckigen Scheinarchitektur. Durch einen angrenzenden Rundbogen fällt der Blick auf das Fragment einer Säulenreihe im Mittelgrund, das steil in die Tiefe fluchtet sowie auf eine hügelige Landschaft mit steinernen Gebäuden in der Ferne. Die Säulenreihe gliedert den Bildaufbau und verbindet als Diagonale Vorder- und Hintergrund kompositorisch miteinander. Giovannis Gewand verhüllt seinen knienden Körper vollständig. Er blickt ohne emotional bewegten Ausdruck mit leicht nach unten geneigtem Kopf aus dem Bild heraus. Unter seinen angehobenen, über der Brust gekreuzten Händen fallen die ausladenden Ärmel fast bis zum Boden herab.
Die Enthüllung der Fresken fand am 22. Dezember 1490 statt – dem 62. Geburtstag des Stifters. Das Datum ist auf dem zuletzt ausgeführten Fresko Verkündigung an Zacharias zu lesen.

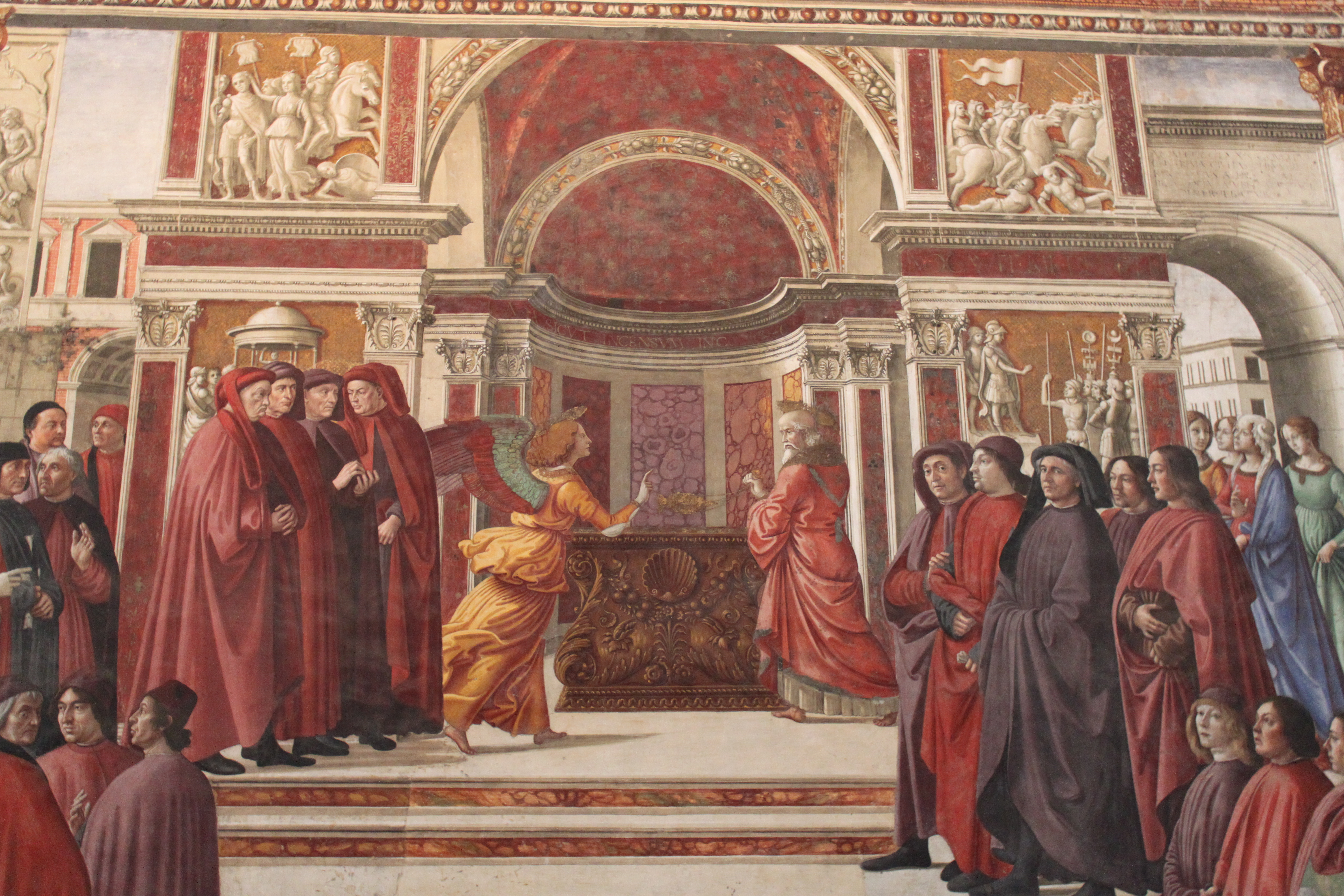
Domenico Ghirlandaio und Werkstatt, Verkündigung an Zacharias, 1486–1490, Fresko, rechte Kapellenseite, Tornabuoni-Kapelle, Santa Maria Novella, Florenz

## Bautätigkeit
In den 1490er Jahren gehörten zu Giovanni Tornabuonis Besitztümern mehr als fünfzig Grundstücke, ein großer Palast im Zentrum von Florenz und zwei Villen auf dem Land. Eines der Landhäuser war die Villa Macerelli in Careggi (die heutige Villa Lemmi), das andere, genannt Le Bracche, in der Nähe von Castello. Der Bau des Palazzo (heute Palazzo Corsi) in der heutigen Via Tornabuoni im Stadtviertel Santa Maria Novella war 1469 abgeschlossen. Drastische Renovierungsmaßnahmen in den 1880er Jahren haben jedoch den ursprünglichen Zustand stark verändert. Ein erhaltenes Inventar von 1498 bezeugt, dass das Interieur des Palazzo Tornabuoni im Vergleich zu anderen Quattrocento-Palästen besonders prachtvoll ausgestaltet war.